# Mario Galindo
Mario Enrique Galindo Calixto (10 d'agost de 1951) és un exfutbolista xilè.

## Selecció de Xile
Va formar part de l'equip xilè a la Copa del Món de 1974. Destacà al club Colo-Colo.